# Chiscas
Chiscas es un municipio colombiano ubicado en la Provincia de Gutiérrez, en el departamento de Boyacá. Se encuentra a 252 km de Tunja, capital del departamento. El 60% de la extensión del territorio pertenece al ecosistema de páramo, y una fracción del territorio hace parte del parque nacional natural El Cocuy.

## Toponimia

### Origen lingüístico[3]
- Familia lingüística: Chibcha
- Lengua: Muysccubun

### Significado
Chiscas en lengua muisca expresa “cenagoso, lugar cenagoso”, “nuestra propiedad". La palabra pertenece a la lengua Muisca, de donde salen los siguientes posibles vocablos: /chi/ : “nosotros”; /s/ : “por, para”; /ca/ : “lugar, fortaleza, propiedad”. "Este vocablo representa el símbolo de la estrella de oriente y de igual manera la hora de la madrugada; toda expresión acompañada del vocablo /ca/ enunncia territorios sublimes asignados a grandes caciques. /sika/ : “yerno”, “suegro del yerno”. /si’ika/ : “siervo".

### Origen / Motivación
Chiscas es una expresión originaria de los Muiscas del altiplano que nombra elementos del paisaje natural como ciénagas. Además, señala sentidos de producción y apropiación de la tierra, características que identifican la relación de esta comunidad indígena con su región.

## Historia
En la época precolombina, el territorio del actual municipio de Chiscas estuvo habitado por los indígenas laches y chiscas, de la familia de los U'wa.
El primer conquistador que llegó a esta región fue el alemán Jorge de Espira en el año 1536; al encontrar resistencia por parte de los nativos se retiró hasta El Espino; fue hasta 1541, después de cinco años, que Hernán Pérez de Quesada logró someter a los indígenas de Chiscas.
Con el arribo de los españoles llegaron los padres Dominicos con el fin de evangelizar a los nativos. El primer asentamiento se estableció sobre la primera mitad del siglo XVI en el lugar que actualmente se encuentra la inspección de Las Mercedes. Posteriormente se decidió reubicar el poblado y el 7 de marzo de 1777 se fundó formalmente el municipio de Chiscas por parte del General Juan Nepomuceno Toscano.
El 6 de octubre de 1999 se accidentó en este municipio un bus de la flota Concorde, proveniente de la Terminal de Transportes de Tunja, en la vía El Espino-Chiscas, dejando seis muertos y veinticuatro heridos.
En la historia reciente del municipio, concretamente en 1999, el municipio sufrió una toma guerrillera por parte de las FARC, teniendo el municipio bajo su control durante aproximadamente cuatro años, hasta que las Fuerzas Militares de Colombia retomaron el control de la zona en el año 2003.

## Geografía
- Extensión total: 655,2 km²
- Extensión área urbana: 0.242 km²
- Extensión área rural: 654,96 km²
- Población: 5,175 hab
- Cabecera: 1,005 hab
- Resto: 4,170 hab

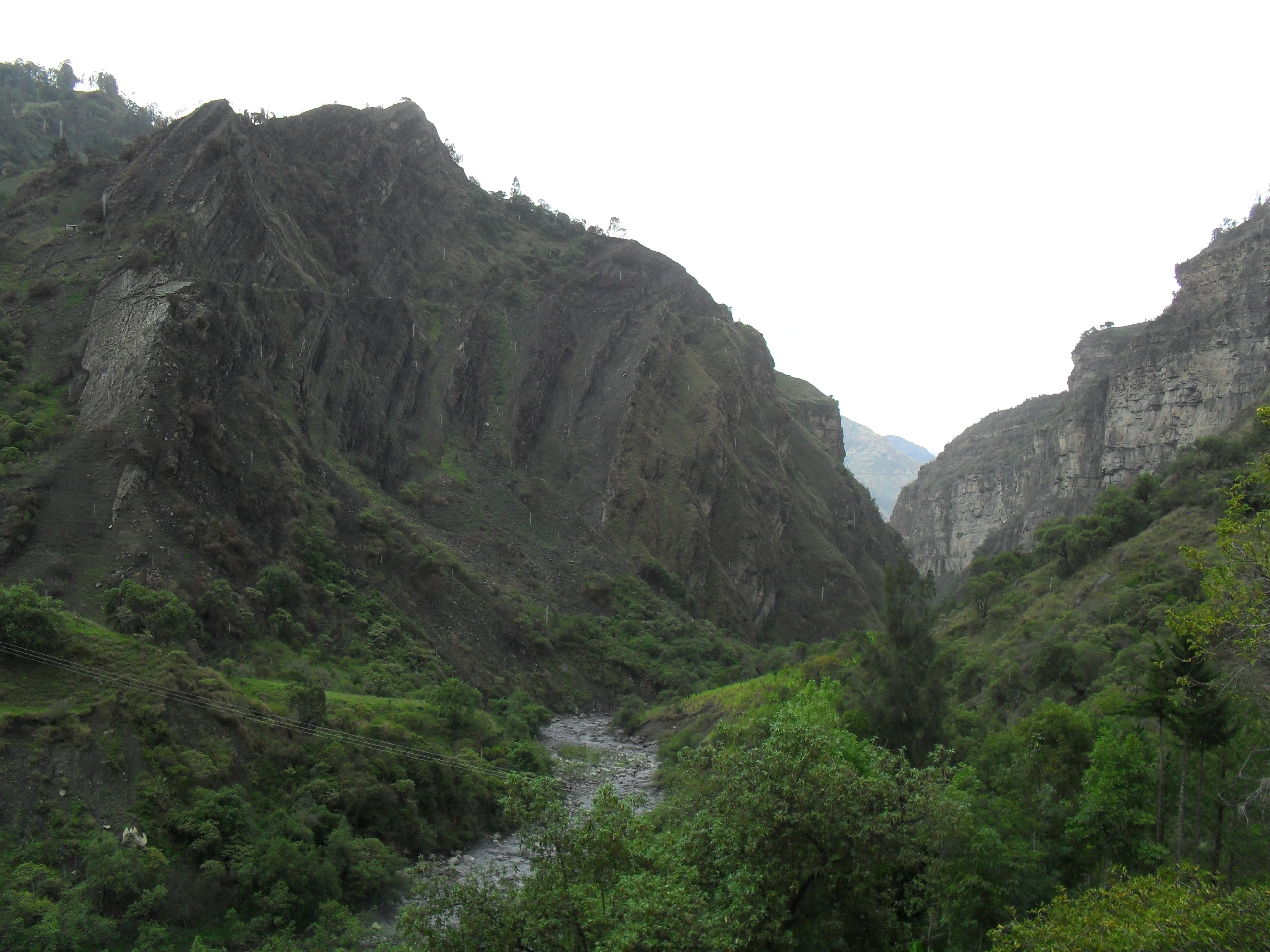
Peña de Chiscas, formación socavada por el río Chiscano, en límites con el municipio del El Espino.

- Altitud de la cabecera municipal (m s. n. m.): 2.368
- Temperatura media: 17 °C
- Distancia de referencia: a 410 km de Bogotá

El municipio abarca un vasto territorio, que oscila entre los 1800 y 4600 m s. n. m., con clima que varía desde templado a páramo. El clima predominante es el de páramo, con un 60% del territorio. Parte de este sector hace parte de la sierra nevada del Güican, el Cocuy o Chita.
El municipio presenta dos cuencas hidrográficas diferentes: el sector norte que forma parte de la cuenca del Río Arauca a través de su tributario el río Orozco, cuya cuenca comprende alrededor del 70% del territorio y hacia el sur la cuenca del río Chicamocha, cuyos tributarios el río Pajarito y Chiscano cubren el 30% del municipio. En esta cuenca se ubican los centros poblados y el grueso de la población.
El territorio geológicamente está ubicado sobre sedimentos que datan del periodo Cretácico y más recientes del Terciario, con algunas formaciones muy recientes del Cuaternario. Específicamente el centro urbano se asienta sobre una meseta originada posterior a la era glacial, horadadas por el curso de los ríos Cucaneba y Litargón.

### Límites municipales
Chiscas está delimitado al occidente con el departamento de Santander y el resto con los aledaños a su propio departamento:
| Noroeste: Concepción ( Santander) | Norte: Cubará  | Nordeste: Cubará |
| Oeste: Carcasí ( Santander)       |                | Este: Güicán     |
| Suroeste: Macaravita ( Santander) | Sur: El Espino | Sureste: Güicán  |

### Hidrografía

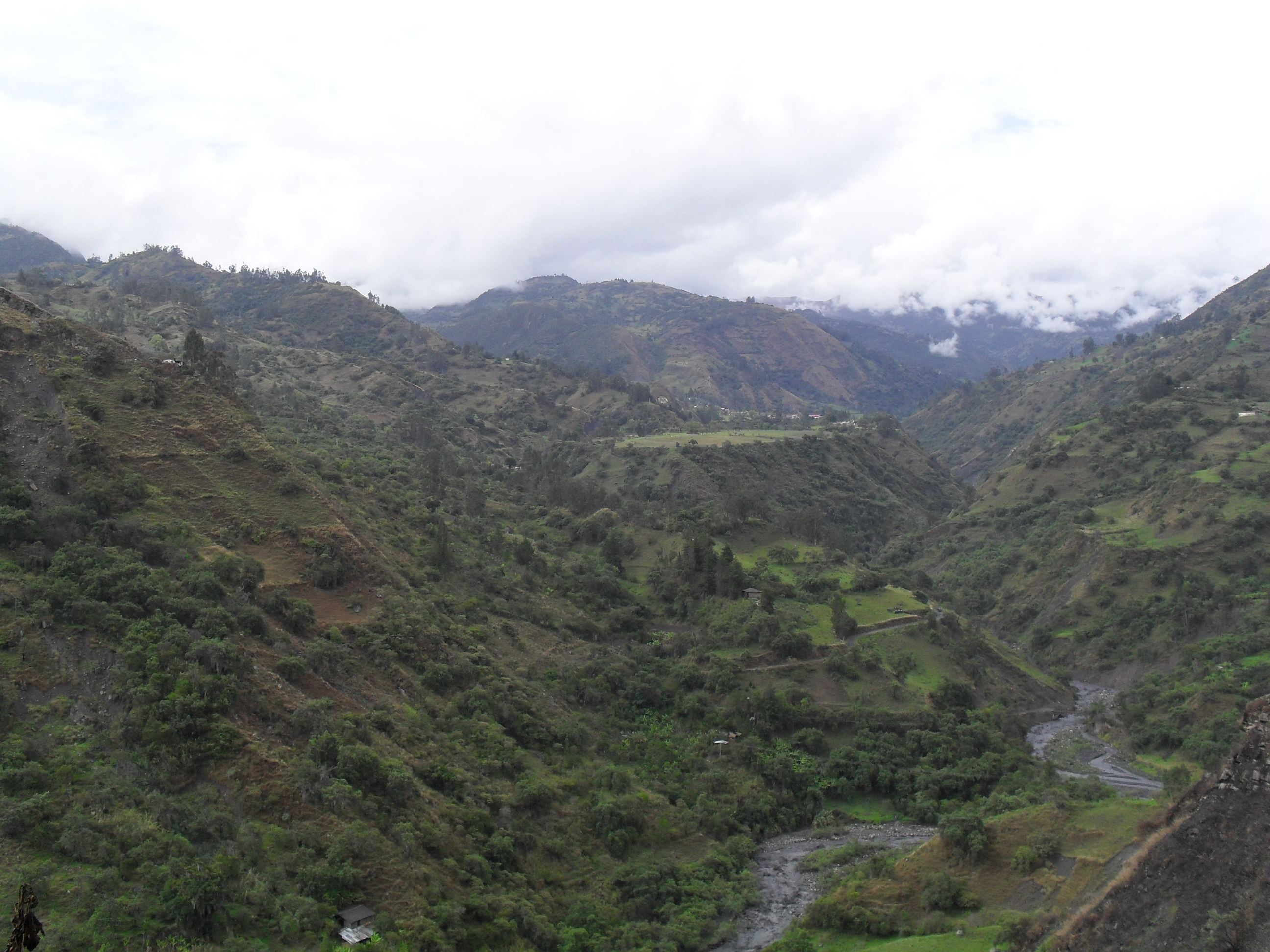
Río Chiscano, al fondo el área urbana del municipio.

La red hidrográfica del municipio de Chiscas está comprendida por las subcuencas de los ríos Casiano, Rifles, y Orozco.
- La subcuenca del río Casiano está conformada por las microcuencas de las quebradas Tachirín, Llano de Tabaco, Duartes, Litargón, Chícurina, Rechíniga, El Piojo, Carbón, Tutuaro, el Río Pajarito y algunas acequias.
- La subcuenca del río Rifles está conformada por las microcuencas de las quebradas El Caiche, Chuscales, Fría y un gran número de acequias.
- La subcuenca del río Orozco está conformada por las microcuencas de las quebradas El Estrecho, Viterbo, Aguablanca, Palogordo, Los Osos, La Filarmónica, Chuscal Grande, Pasto Gordo, Peña Blanca, Las Lajas, el Sute, El Morro y las micro cuencas de los ríos Culebras, begonia, La Unión o Chuscal Grande, Playitas, Chiquito y Tapado.

Los cursos de agua del municipio incrementan su caudal durante el período de lluvias, disminuyendo durante el período seco, lo que ocasiona un déficit de suministro de agua durante extensos períodos del año, lo que aumenta la probabilidad de erosión e inundaciones en la temporada lluviosa.

### Clima
La mayor parte del territorio del municipio se ubica en una zona montañosa, con rangos que oscilan entre 1800 y 4600 m s. n. m. El territorio hace parte de la Cordillera Oriental en el departamento de Boyacá. Esta situación orográfica ocasiona un efecto de barrera en donde las masas de aire circulante ascienden induciendo altas precipitaciones al noreste sobre el piedemonte y el páramo, mientras que en la zona sur occidente, que limita con el departamento de Santander, el clima es de tipo seco.

### Flora
Se encuentra una variedad de flora autóctona, junto a especies introducidas: acacias, alcaparros, algarrobos, arrayanes, chusque, eucalipto, frailejón, guayacán, helecho, pino ciprés, roble, sauco, sietecueros, gaque, urapán y zarcillejo. También se encuentran arbustos considerados medicinales como: ajo, albahaca, artemisa, caléndula, cidrón, diente de león, llantén, perejil, romero, salvia, tilo, toronjil, itamo real entre otras especies.

### Fauna
Se ha documentado la presencia de los siguientes animales en estado silvestre, muchos de ellos en el territorio del parque nacional natural El Cocuy: fara, guartinajo, oso de anteojos, venado cola blanca, cóndor Andino, murciélago, mirla blanca, garzas, lechuza, zorros, comadreja, perdices, paloma (torcasas) ranas, libélulas, saltamontes, mariposas, abejas, arañas.

## División Político-Administrativa
Además de su Cabecera municipal. Chiscas tiene bajo su jurisdicción el centro poblado: Las Mercedes.

#### Veredas[5]
- Taucasí: sectores, Casiano, Llantenal, La Meseta Grande y Chiquita y La Ramada.
- El Pueblo: sectores La Úcriga y Golondrinas
- Salado del Pueblo:  sectores Rechíniga, Tarazona y Salado Grande
- Tapias: Tapias, Betaveba, La Perla, Las Cañas, Manua, Rinconcitos, Los Valles,
- Centro: sectores Las Higueras, Soyagra, Peña Blanca, El Rodeo y Cardonal
- Duartes: Duartes Arriba, Duartes Abajo,
- La Upa: Puente Chiquito
- Aposentos: sectores Aposentos y La Fragua
- Llano de Tabaco: sectores Porqueras, Llano de Tabaco central, El Limón y Tachirín.

## Economía
Las actividades económicas de los habitantes son la ganadería y agricultura. Predomina el ganado de engorde y de doble propósito principalmente de la raza normanda; la agricultura se fundamenta en frutales: chirimoya, naranja, papaya, caña de azúcar, papa, maíz, arveja, trigo, cebada, frijol, tabaco y haba.
Otras actividades de tipo pecuario son la avicultura, piscicultura y porcicultura, además de la cría significativa de ovinos en las regiones de clima frío y páramo. En algunos sectores existen criaderos de trucha sobre todo en las partes altas.
La minería es incipiente representada solo por la explotación de gravilla y una mina de carbón explotada de forma esporádica. También existe una mina de plomo, que no es explotada actualmente.

## Vías de comunicación
El municipio de Chiscas dista de la capital del país (Bogotá) 410 km, de los cuales 390 km son pavimentados y 20 km carreteables; así mismo se encuentra a 252 km de Tunja, en la misma vía que conduce a Bogotá, con los mismos 20 km de vía sin pavimentar.

## Turismo
Lagunas Las Orozcas: Son dos lagunas pequeñas ubicadas en la vereda de Tapias sector los valles, ubicados en el páramo, pertenecientes al parque nacional natural El Cocuy.

## Instituciones de educación
- Institución Educativa Técnico Agropecuaria de Chiscas.
- Institución Educativa Jaime Ruiz Carrillo de Aposentos.
- Institución Educativa Las Cañas.
- Institución Educativa Las Mercedes.

## Chiscanos ilustres
- Cristóbal Pérez Leal (1952 - ) es un ciclista de ruta que compitió durante las décadas de 1970 y 1980. Ganó la Vuelta a Colombia en 1982.[6]